# 臨海鉄道

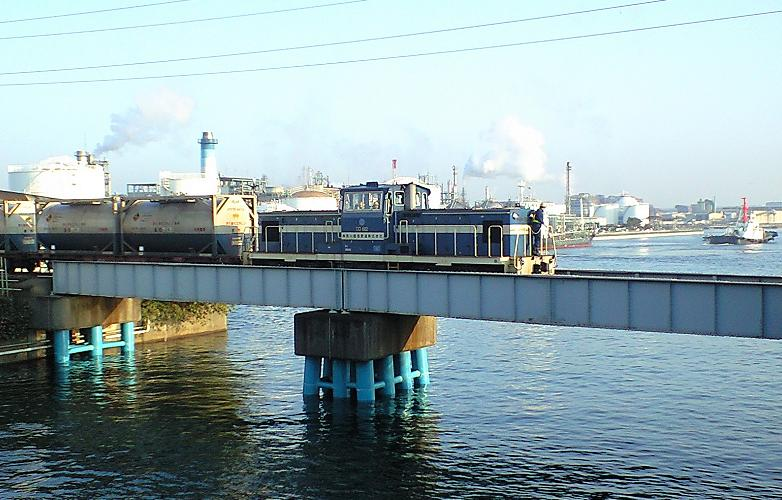
神奈川臨海鉄道

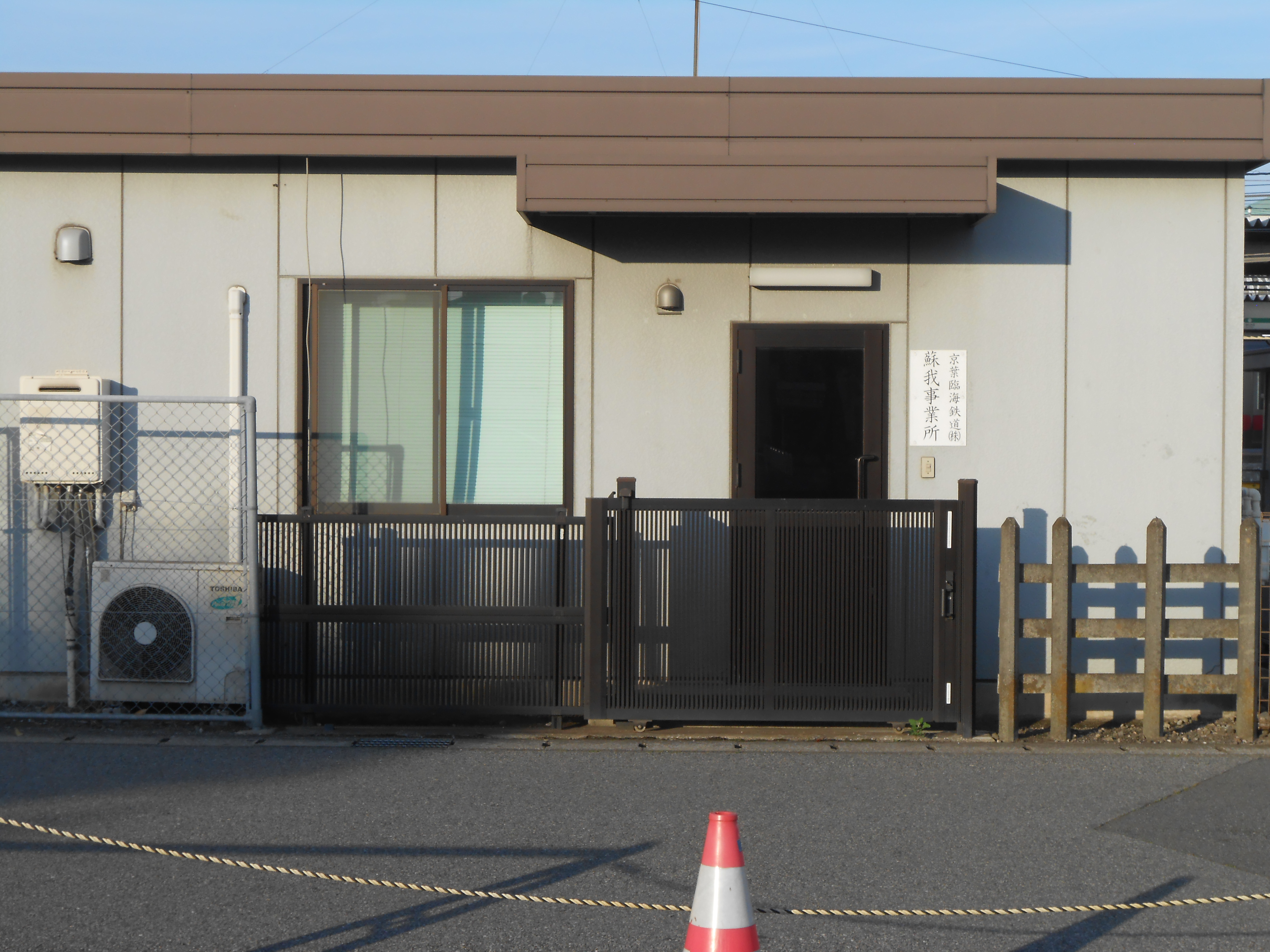
京葉臨海鉄道株式会社の蘇我事業所。蘇我駅西口付近にある。

臨海鉄道（りんかいてつどう）は、日本において、旧日本国有鉄道（国鉄）と連携して鉄道貨物輸送を行うために設立された、主に臨海部に路線を持つ第三セクター方式の地方鉄道。
臨海鉄道は貨物輸送を目的とした設立経緯から、貨物専業あるいは貨物中心の営業を行っている会社が多く、すべて国鉄の貨物輸送部門を継承した日本貨物鉄道（JR貨物）が筆頭株主である。JR貨物以外には地方自治体や周辺企業が出資している。
形態についてはコンテナ輸送と車扱輸送に大別される。車扱においては、主な輸送品目は石油製品（車扱トン数の67.0%）と石灰石（15.0%）であった。なお、八戸臨海鉄道、秋田臨海鉄道、鹿島臨海鉄道、水島臨海鉄道は、2010年以降はその全量がコンテナ輸送であった。

## 歴史
臨海鉄道には、国鉄路線を臨海鉄道に転換したものと、新規に敷設されたものが存在する。
日本国有鉄道法施行令第一条に挙げられた国鉄の事業内容の一つとして、「大規模な臨海工業地域における運送を行なう地方鉄道（主として旅客の運送を目的とすると認められるものを除く）であって、日本国有鉄道の鉄道事業と直通運輸を行なうものの運営を行なう事業」と定められており、これが臨海鉄道にあたる。このことから、臨海鉄道は当初より国鉄の貨物輸送の一部を担うものとして設立されたといえる。
各臨海鉄道路線が国鉄線として敷設されなかったのは、国鉄線として建設するための煩雑な手続きを避け、第三セクター鉄道として建設したほうが得策であるとの判断による。

## 事業形態
各臨海鉄道は数両 - 十数両のディーゼル機関車を保有しているものの、貨車は鹿島臨海鉄道が2両・名古屋臨海鉄道が1両を保有しているのみ（それらも救援車であり営業用貨車ではない）である。実際にはJR貨物の輸送の一端を担う性格から、ほとんどの場合、臨海鉄道保有の貨車のほかに、JR貨物が保有する貨車がそのまま乗り入れて貨物輸送を行っている。各臨海鉄道の列車も、自社線内で完結するものは少なく、ほとんどの列車はJR貨物との直通運転である。
なお、鹿島臨海鉄道や水島臨海鉄道のように、貨物輸送を中心としながら旅客輸送を行う臨海鉄道もある。

## 事業者一覧
路線の大半が東海以東に集中しており、西日本の路線は水島臨海鉄道のみである。
以下、旧国鉄により出資が行われた年月日順に記す。

### 営業中
- 京葉臨海鉄道 …　1962年11月20日[7]
- 神奈川臨海鉄道 …　1963年6月1日[7]
- 名古屋臨海鉄道 …　1965年1月23日[7]
- 福島臨海鉄道 …　1966年10月11日[7]
- 鹿島臨海鉄道 …　1969年4月1日[7]
- 水島臨海鉄道 …　1970年2月2日[7]
- 八戸臨海鉄道 …　1970年7月30日[7]
- 仙台臨海鉄道 …　1970年11月7日[7]
- 衣浦臨海鉄道 …　1971年4月8日[7]

上述の鉄道会社のうち、鹿島臨海鉄道 および 水島臨海鉄道は旅客輸送も行っている。

### 廃止
- 苫小牧港開発 …　1968年6月21日[7]…2001年路線廃止。法人自体は現存。
- 秋田臨海鉄道 …　1970年4月21日[7]…2021年3月31日廃止。法人解散済。
- 新潟臨海鉄道 …　1969年9月11日[7]…2002年一部路線廃止・法人解散、専用鉄道へ移行。
- 釧路開発埠頭 …　1975年10月1日[7]…1999年路線廃止、2000年解散。

## その他
下記事業者は事業者名に「臨海」を含み、名古屋臨海高速鉄道では貨物列車の運行が行われているものの、日本国有鉄道法や政令等に基づく国鉄からの出資により設立された地方鉄道ではないため、臨海鉄道には分類されない。
- 東京臨海高速鉄道（東京外環状線の一部として建造の経緯あり）
- 東京臨海新交通（現・ゆりかもめ）
- 名古屋臨海高速鉄道（あおなみ線を運営、上記の名古屋臨海鉄道とは別の企業）